# Déport
Dans le domaine automobile, on distingue le déport au sol et le déport à la fusée.

## Déport au sol
Le déport au sol est la distance entre le point d'intersection de l'axe de pivot avec le sol et le point de contact du pneu avec le sol appartenant au plan médian de la roue.
- Il est positif si le plan médian de la  roue est à « l'extérieur » du point de pivot.
- Il est négatif dans le cas où le plan médian de la roue est à « l'intérieur » du point de pivot.

## Déport à la fusée
Le déport à la fusée se mesure sur l'axe de la fusée (axe de roue), entre le plan médian de la roue et le point d'intersection entre l'axe de pivot et l'axe de la fusée.

## Influence du déport
Le déport peut influer sur le freinage. Il est principalement fixé par la jante, dont les dimensions imposent le point d'intersection du plan médian de la roue avec le sol.
L'effet s'apparente à une « chasse transversale ».
Le placement du déport influence la formation de couples induits.
- Un déport négatif induit un pincement en freinage, effet bénéfique en cas de perte d'adhérence.
- Un déport positif induit un pincement en accélération, effet recherché sur train arrière de propulsion.

## Exemples d'applications
La valeur du déport peut être modifiée :
- en repositionnant l'axe de pivot ;
- en montant des jantes de profil différent ;
- en interposant des élargisseurs de voie entre moyeux de roue et jantes.